# Trölladyngja
El Trölladyngja és el volcà en escut més gran d'Islàndia, arribant a una altura de 1.468 metres sobre el nivell del mar, i uns 600 metres per sobre el desert i camps de lava del voltant, al camp de lava d'Ódáðahraun. Té un diàmetre d'uns 10 quilòmetres i la seva inclinació és d'uns 4 o 5º a la part baixa, però de 6 a 8º a les parts més altres. El seu cràter allargat té entre 1.200 i 1.500 metres de longitud, 500 metres d'amplada i uns 100 metres de profunditat. La majoria dels seus camps de lava van fluir en direcció nord, amb un dels seus braços arribant a la vall de Bárðardalur, a una distància d'un centenar de quilòmetres.